# Kanzel (Gremheim)

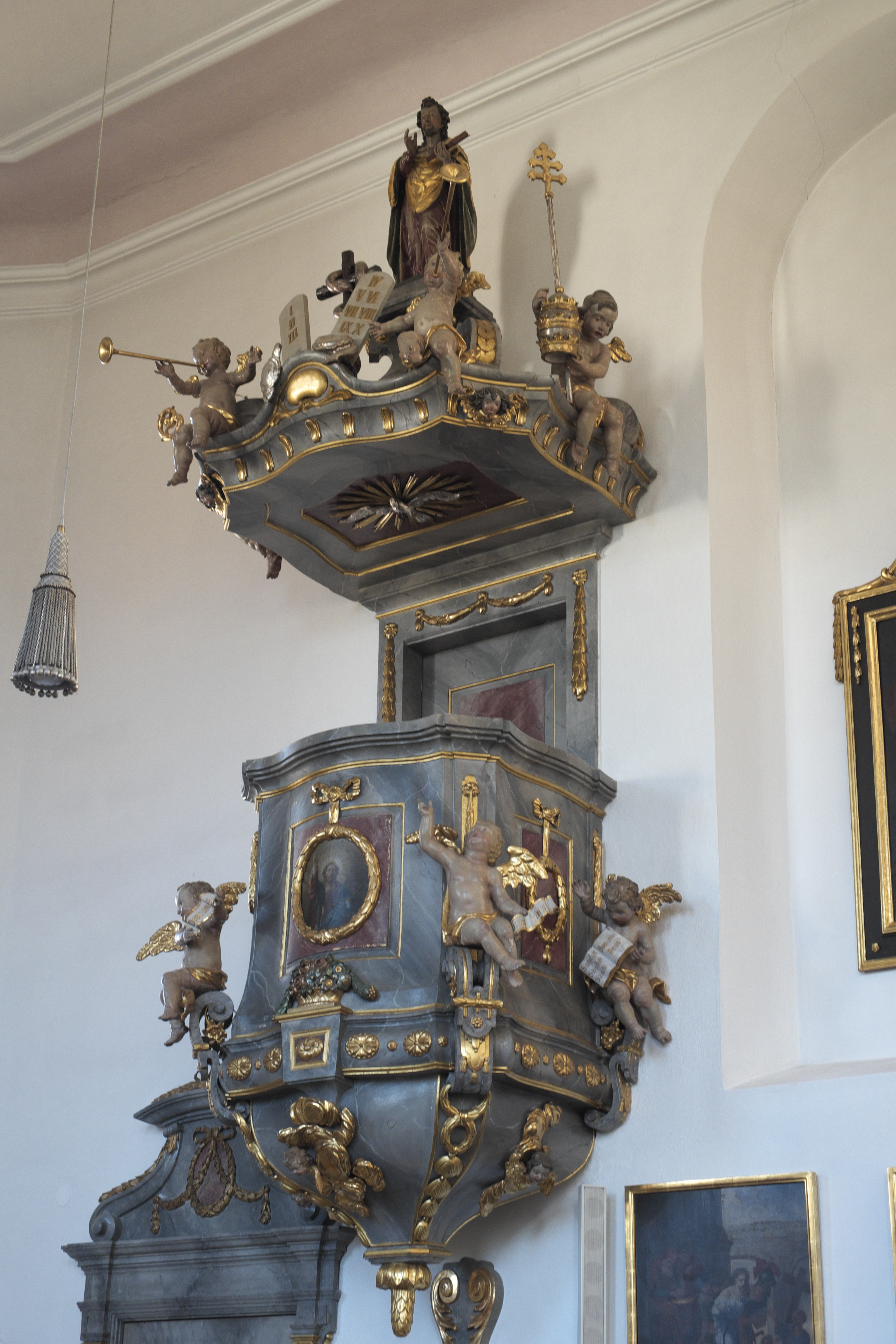
Kanzel in Gremheim

Die Kanzel in der katholischen Filialkirche St. Andreas in Gremheim, einem Gemeindeteil von Schwenningen im Landkreis Dillingen an der Donau im bayerischen Regierungsbezirk Schwaben, wurde um 1785 geschaffen. Die Kanzel ist ein Teil der als Baudenkmal geschützten Kirchenausstattung.
Die hölzerne Kanzel im Stil des Rokoko besitzt einen runden Kanzelkorb mit Voluten, auf denen Engelsputten sitzen. Er ist mit Rosetten und Girlanden verziert, in einem Medaillon ist Christus dargestellt.
Die Holzfigur auf dem Schalldeckel wird als Christus oder Johannes der Täufer gedeutet. Auf dem geschweiften Gesims sitzen Engelsputten, von denen zwei Posaune blasen und zwei andere Mitra und Tiara halten. In der Mitte zwischen zwei Engeln steht ein schlangenumwobenes Kreuz mit den Gesetzestafeln.